# Anthoine Hubert
Anthoine Hubert (Lione, 22 settembre 1996 – Liegi, 31 agosto 2019) è stato un pilota automobilistico francese, campione 2018 della GP3 Series.

## Carriera

### Gli inizi

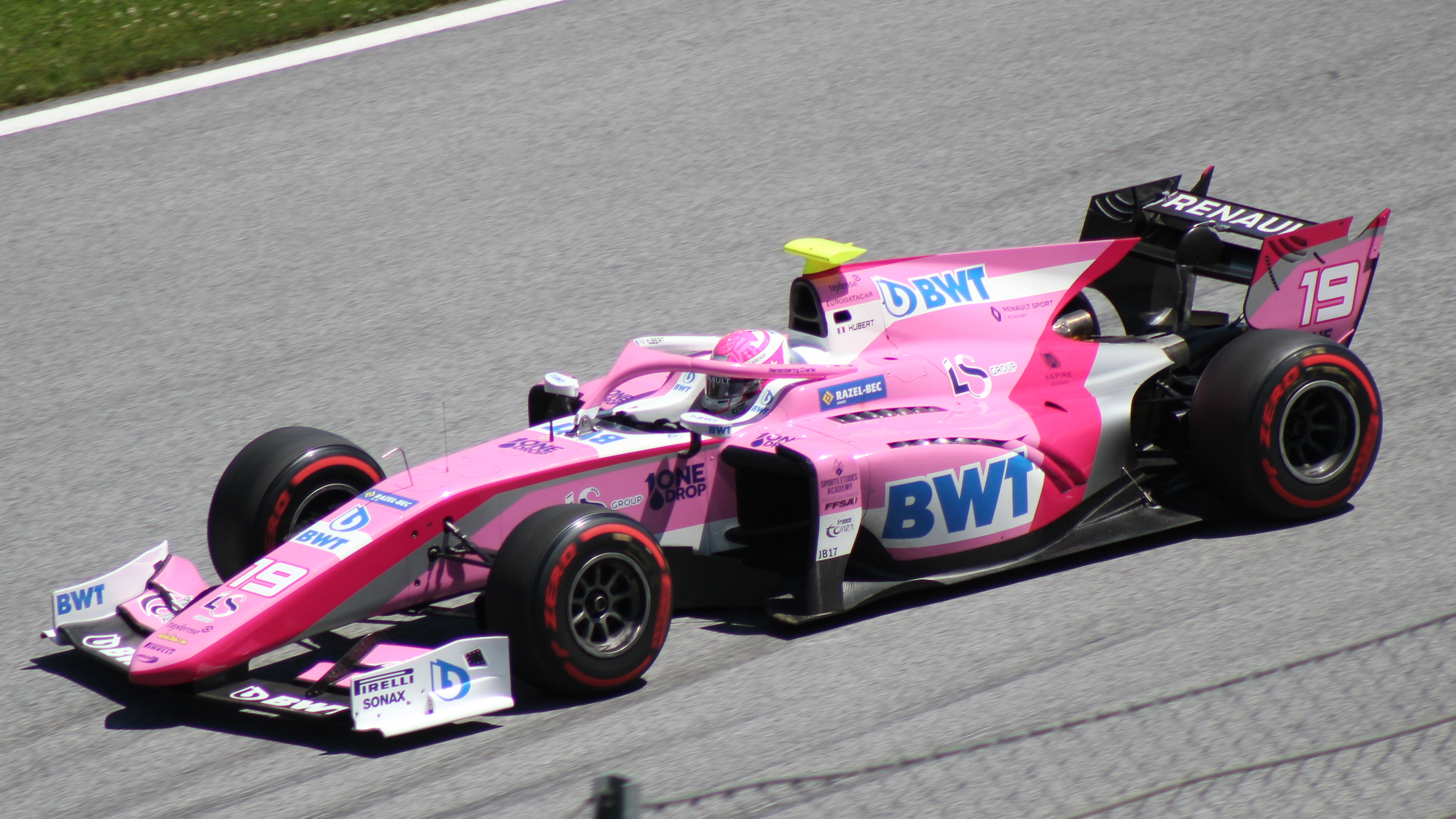
Anthoine Hubert al circuito di Spielberg in Austria nel 2019.

Inizia la sua carriera nel 2006, all'età di dieci anni. Nel 2010 conclude in seconda posizione il campionato CIK-FIA Karting Academy Trophy, e si classifica poi terzo nel CIK-FIA "U18" World Karting Championship nelle edizioni 2011 e 2012.
Nel 2013 si sposta nei campionati monoposto approdando nella F4 Francese: vince la serie nello stesso anno, terminando la stagione con undici vittorie e due podi. Nel 2014 passa al campionato Eurocup Formula Renault 2.0 con il team Tech 1 Racing, concluso al quindicesimo posto frutto di sei piazzamenti a punti. Partecipa inoltre alla Formula Renault 2.0 Alps come pilota ospite. Per la stagione 2015 rimane nell'Eurocup con il team Tech 1: migliora il piazzamento finale chiudendo il campionato al quinto posto, vincendo a Silverstone e Le Mans, e conquistando altri cinque podi. Frattanto disputa alcuni eventi selezionati della Alps, dove trionfa in quattro delle sei gare cui prende parte, e chiude secondo nelle restanti due.
Nel febbraio 2016 viene ufficializzato il prossimo debutto di Hubert nel campionato europeo di Formula 3, per la scuderia Van Amersfoort Racing. Conquista la sua prima vittoria nella serie già alla seconda gara al Norisring.
Nel novembre 2016 Hubert prende parte a un test post-stagione della GP3 Series con la ART Grand Prix; nel febbraio dell'anno seguente viene confermata la sua partecipazione al campionato 2017 con lo stesso team, con cui finisce la stagione in quarta posizione. Confermato in squadra per l'edizione 2018, grazie a due vittorie in stagione nonché a un'ottima regolarità di piazzamenti, il francese riesce a vincere il titolo con 16 punti di vantaggio su Nikita Mazepin, primo inseguitore.

### Formula 2
Nella stagione 2019, che rimarrà l'ultima della sua carriera, debutta in Formula 2, ingaggiato dalla Arden. Dopo avere colto due vittorie, a Monaco e nella gara di casa in Francia, il 31 agosto 2019, durante il secondo giro della feature race sul circuito belga di Spa-Francorchamps, Hubert trova la morte rimanendo coinvolto in un incidente originato da un'uscita di pista della Trident di Giuliano Alesi. Con la monoposto di Alesi rimasta in traiettoria, Ralph Boschung rallenta bruscamente per schivarlo, ma viene colpito da Hubert. Perdendo il controllo della sua Arden e dirigendosi verso il muro di protezione, Anthoine impatta sulle barriere esterne della curva Raidillon, ma rimbalza nuovamente verso la pista dove sopraggiunge Juan Manuel Correa in piena velocità. Il pilota statunitense sbatte trasversalmente contro la fiancata sinistra della monoposto di Hubert, la quale si spezza in due per la violenza dell'impatto. Il pilota francese viene trasportato all'ospedale di Liegi, dove muore alle ore 18:35, all'età di 22 anni.

### Commemorazioni ed eredità
Il giorno successivo all'incidente, durante il weekend di gara di Formula 1, il collega e amico di infanzia Charles Leclerc coglie la sua prima vittoria in carriera, dedicandola al giovane francese appena scomparso. Dopo i funerali è stato sepolto nel cimitero di Saint-Chéron, a sud di Parigi. L'8 dicembre successivo la Formula 2 istituisce il Premio Anthoine Hubert che sarà assegnato ogni anno al miglior rookie della categoria.
L'anno successivo, in occasione del Gran Premio del Belgio, la Formula 2 annuncia che il numero 19 della sua vettura non verrà più utilizzato per la categoria. Un logo disegnato in suo onore che richiama una stella, comprendente il numero 19 e in segno di unità, è mostrato sulle vetture e sui caschi dei piloti di Formula 1, Formula 2 e Formula 3 per tutta la durata del weekend. Un minuto di silenzio viene osservato prima della feature race di Formula 2 e della gara di Formula 1. Nel 2020 il pilota francese Pierre Gasly della Scuderia AlphaTauri indossa un casco speciale dedicato al pilota scomparso.
Nel 2024 la FFSA (l'organo di governo del motorsport francese) crea una nuova competizione nel karting chiamata Anthoine Hubert Trophy in onore del pilota francese.

## Risultati

### Riepilogo
| Stagione | Serie                       | Team                  | Gare | Vittorie | Pole | Gpv | Podi | Punti | Posizione |
| -------- | --------------------------- | --------------------- | ---- | -------- | ---- | --- | ---- | ----- | --------- |
| 2013     | F4 Francese                 | Autosport Academy     | 21   | 11       | 10   | 8   | 13   | 365   | 1º        |
| 2014     | Eurocup Formula Renault 2.0 | Tech 1 Racing         | 14   | 0        | 0    | 0   | 0    | 30    | 15º       |
| 2014     | Formula Renault 2.0 Alps    | Tech 1 Racing         | 6    | 0        | 0    | 0   | 0    | N/A   | NC†       |
| 2015     | Eurocup Formula Renault 2.0 | Tech 1 Racing         | 17   | 2        | 2    | 2   | 7    | 172   | 5º        |
| 2015     | Formula Renault 2.0 Alps    | Tech 1 Racing         | 6    | 4        | 4    | 3   | 6    | N/A   | NC†       |
| 2016     | F3 europea                  | Van Amersfoort Racing | 30   | 1        | 1    | 1   | 3    | 160   | 8º        |
| 2016     | Masters di Formula 3        | Van Amersfoort Racing | 1    | 0        | 0    | 0   | 0    | N/A   | 7º        |
| 2016     | Macau Grand Prix            | Van Amersfoort Racing | 1    | 0        | 0    | 0   | 0    | N/A   | 13º       |
| 2017     | GP3 Series                  | ART Grand Prix        | 15   | 0        | 0    | 4   | 4    | 123   | 4º        |
| 2018     | GP3 Series                  | ART Grand Prix        | 18   | 2        | 2    | 4   | 11   | 214   | 1º        |
| 2019     | Formula 2                   | Arden                 | 16   | 2        | 0    | 0   | 2    | 77    | 10º       |

### Risultati in GP3
(legenda) (Le gare in grassetto indicano la pole position) (Le gare in corsivo indicano Gpv)
| Stagione | Team           | 1         | 2         | 3         | 4         | 5          | 6         | 7         | 8         | 9           | 10        | 11        | 12        | 13        | 14         | 15         | 16        | 17        | 18          | Pos | Punti |
| -------- | -------------- | --------- | --------- | --------- | --------- | ---------- | --------- | --------- | --------- | ----------- | --------- | --------- | --------- | --------- | ---------- | ---------- | --------- | --------- | ----------- | --- | ----- |
| 2017     | ART Grand Prix | CAT FEA 5 | CAT SPR 4 | RBR FEA 4 | RBR SPR 7 | SIL FEA 2  | SIL SPR 8 | HUN FEA 3 | HUN SPR 5 | SPA FEA Rit | SPA SPR 7 | MNZ FEA 3 | MNZ SPR C | JER FEA 5 | JER SPR 3  | YMC FEA 11 | YMC SPR 5 |           |             | 4º  | 123   |
| 2018     | ART Grand Prix | CAT FEA 2 | CAT SPR 2 | LEC FEA 1 | LEC SPR 7 | RBR FEA 17 | RBR SPR 9 | SIL FEA 1 | SIL SPR 4 | HUN FEA 3   | HUN SPR 3 | SPA FEA 3 | SPA SPR 2 | MNZ FEA 2 | MNZ SPR SQ | SOC FEA 3  | SOC SPR 4 | YMC FEA 3 | YMC SPR Rit | 1º  | 199   |

### Risultati in Formula 2
(legenda) (Le gare in grassetto indicano la pole position) (Le gare in corsivo indicano Gpv)
| Stagione | Team  | 1   | 2   | 3   | 4   | 5   | 6   | 7   | 8   | 9   | 10  | 11  | 12  | 13  | 14  | 15  | 16  | 17  | 18  | 19  | 20  | 21  | 22  | 23  | 24  | Punti | Pos. |
| -------- | ----- | --- | --- | --- | --- | --- | --- | --- | --- | --- | --- | --- | --- | --- | --- | --- | --- | --- | --- | --- | --- | --- | --- | --- | --- | ----- | ---- |
| 2019     | Arden | BHR | BHR | BAK | BAK | CAT | CAT | MON | MON | LEC | LEC | RBR | RBR | SIL | SIL | HUN | HUN | SPA | SPA | MNZ | MNZ | SOC | SOC | YMC | YMC | 77    | 10º  |
| 2019     | Arden | 4   | 9   | 10  | 11  | 6   | 5   | 8   | 1   | 8   | 1   | 4   | 17  | 18  | 11  | 11  | 11  | C   |     |     |     |     |     |     |     | 77    | 10º  |